# 看不见影子的少年
《看不見影子的少年》是爱奇艺迷雾剧场于2024年推出的中國大陸刑偵懸疑網路劇，由《西小河的夏天》的导演周全執導，张颂文、荣梓杉、成泰燊、陈雨锶、李健领衔主演，郭柯宇与赵华为特别主演。
爱奇艺自2024年6月6日起全网独播。

## 剧情概要
剧情背景设定在20世纪90年代，一名少年在雨夜中被神秘追杀后失踪，和他一起人间蒸发的还有另外两名少年。负责该案的资深刑警王士涂一直追踪三名少年的下落，直至案发三年后其中一名少年突然现身并认亲回家，由此揭开多起失踪案、拐卖人口案、误杀、谋杀案件的真相。

## 演员阵容

### 主要演員
- 張頌文 饰演 王士涂

照阳县公安局刑警队副队长，417少年失踪案的负责人。王士涂的儿子豆豆于5岁时被人拐走，多年来他竭力寻找。
- 榮梓杉 饰演 小七／边杰

将好友王帅捅伤后偷盗家中财物离家出走，三年后变身小偷被发现，佯装失忆回到边杰家人身边。
- 成泰燊 饰演 金满福

边杰的继父，照阳县当地棉纺厂的老板。
- 陈雨锶 饰演 金燕

金满福的女儿，边杰异父异母的姐姐。
- 李健 饰演 秦勇

照阳县公安局刑警队大队长，417少年失踪案案发时是市公安局派到照阳协助调查的刑事科学技术专家。
- 郭柯宇 饰演 边美珍

边杰的母亲，边杰失踪后大受打击导致精神状态时好时坏。
- 赵华为 饰演 杜一

边杰的好友，社會閒散人士，與邊杰、王帥同时失踪。

### 其他演员
- 曾宥臻 饰演 王佳

王帅的妹妹，一直寻找哥哥的下落。
- 葛四 饰演 杜元宪

杜一的父亲，以修理自行车维持生计。
- 张珊萌 饰演 李雪梅

王帅、王佳的母亲。
- 雷丰瑞 饰演 小张

照阳县公安局刑警，王士涂的下属。
- 李易祥 饰演 边玉堂

边杰的舅舅，在公交车上偶遇小七并误认其为边杰。
- 王沛禄 饰演 庆爷

犯罪团伙老大，买卖、组织少年儿童进行偷盗犯罪活动。
- 姜寒 饰演 黄毛

小七的同伙。
- 林沐然 饰演 王帅

边杰、杜一的好友，三人发生争执后被边杰捅伤致死。
- 佟磊 饰演 游戏厅老板

边杰、王帅、杜一失踪前最后的目击者。
- 王佳佳 饰演 许璐

王士涂的妻子，儿子被拐后因病去世。

### 友情出演
- 曹磊 饰演 局长

照阳县公安局局长。

## 制作
該劇於2023年4月21日在福建南平開機，同年6月杀青。

## 原声带
- 《亲亲我的宝贝》（发行日期：2024年6月6日）[8]

| 曲序 | 曲目                 |        | 作曲   | 编曲   | 製作人 | 演唱 | 备注         | 时长 |
| ---- | -------------------- | ------ | ------ | ------ | ------ | ---- | ------------ | ---- |
| 1.   | 亲亲我的宝贝（插曲） | 周华健 | 周华健 | 蔡文玺 | 任帅   | 苏醒 | 原唱：周华健 | 3:33 |

- 《倦鸟》（发行日期：2024年6月7日）[9]

| 曲序 | 曲目           |        | 作曲 | 编曲 | 製作人 | 演唱 | 时长 |
| ---- | -------------- | ------ | ---- | ---- | ------ | ---- | ---- |
| 1.   | 倦鸟（片尾曲） | 魏雪峰 | 任帅 | 任帅 | 任帅   | 胡夏 | 3:20 |
| 2.   | 倦鸟（伴奏）   |        | 任帅 | 任帅 | 任帅   |      | 3:20 |

- 《纪念》（发行日期：2024年6月8日）[10]

| 曲序 | 曲目         |              | 作曲 | 编曲   | 製作人 | 演唱   | 备注       | 时长 |
| ---- | ------------ | ------------ | ---- | ------ | ------ | ------ | ---------- | ---- |
| 1.   | 纪念（插曲） | 丁薇、林朝阳 | 丁薇 | 蔡文玺 | 任帅   | 郭柯宇 | 原唱：丁薇 | 3:31 |

- 《远飞》（发行日期：2024年6月10日）[11][12]

| 曲序 | 曲目           |      | 作曲 | 编曲 | 製作人 | 演唱           | 时长 |
| ---- | -------------- | ---- | ---- | ---- | ------ | -------------- | ---- |
| 1.   | 远飞（主题曲） | 张靓 | 任帅 | 何山 | 任帅   | 张颂文、荣梓杉 | 4:21 |
| 2.   | 远飞（伴奏）   |      | 任帅 | 何山 | 任帅   |                | 4:21 |